# Veliki Vrh, Šmartno ob Paki
Veliki Vrh este o localitate din comuna Šmartno ob Paki, Slovenia, cu o populație de 239 de locuitori.